# کریم الادریسی
کریم الادریسی (فرانسوی: Karim El Idrissi‎؛ زادهٔ ۲۶ نوامبر ۱۹۷۷) بازیکن فوتبال اهل فرانسه است.

## باشگاهی
از باشگاه‌هایی که در آن بازی کرده‌است می‌توان به باشگاه فوتبال اوسر اشاره کرد.